# Strathroy-Caradoc
Strathroy-Caradoc est une municipalité localisée à London (Ontario), au Canada. Elle a été formée par la liaison en 2001 des villes de Caradoc et de Strathroy. Strathroy-Caradoc est, avant tout, une municipalité rurale. Son économie se base principalement sur les productions à base de poulet, de maïs et de tabac. Certains produits industriels sont fabriqués à Strathroy, la zone commerciale, culturelle et industrielle de la municipalité. 
La municipalité de Strathroy-Caradoc s'est principalement développée autour du Sydenham. Les trois chemins de fer principaux passent par la municipalité : le CN (Canadian National Railway), le CP (Canadian Pacific Railway) et le CN.

## Communautés
Strathroy est localisé à 40 kilomètres à l'ouest de la ville de London en Ontario, et elle est la plus grande ville localisée dans le Comté de Middlesex en dehors de London. La communauté est située à proximité de l'Autoroute 402 et entre London et Port Huron, Michigan, États-Unis à Sarnia, Ontario. L'économie de Strathroy est variée, et ses activités impliquent les industries manufacturières, l'agriculture et l'agroalimentaire. Mount Brydges possède une petite zone commerciale spécialisée dans la vente de produits locaux comme le maïs, le tabac et les céréales.

## Histoire
Strathroy a été fondé pour la première fois en 1832 par John Stewart Buchanan. Par la suite, un magasin ouvre ses portes en 1840. Strathroy se développe en village en 1860 et devient ville en 1872 sous la devise We Advance (en français : « nous avançons »). Buchanan nomme cette ville d'après sa ville natale de Strathroy en Irlande, désormais partie intégrante d'Omagh dans le Comté de Tyrone, en Irlande du Nord. En 1866, le journal The Age s'établit pour faire concurrence à un autre journal, le Western Dispatch, qui fut plus tard racheté par The Age en 1923, puis renommé The Age Dispatch. Ce journal est toujours d'actualité.
Arthur Currie, plus tard commandant des forces canadiennes en Europe pendant la Première Guerre mondiale, est né à cet endroit le 5 décembre 1875. En 1876, un Bixel Brewery s'établit à Strathroy et ferme un siècle plus tard. En 1896, la Strathroy Furniture Company ouvre ses portes. Le 14 février 1914, les premiers patients sont admis dans ce qui deviendra plus tard le Strathroy Middlesex General Hospital. Le bâtiment actuel s'est ouvert au public le 23 juin 1962 avec un total de 82 lits.
Le 22 mars 2004, la gare ferroviaire construite il y a 117 ans est ravagée par un incendie qui a mobilisé plus de 35 pompiers pour en venir à bout. Des adolescents ont été accusés d'incendie volontaire.

## Démographie
| 2001   | 2006   | 2011   | 2016   |
| ------ | ------ | ------ | ------ |
| 19 154 | 19 977 | 20 978 | 20 867 |

## Personnalités

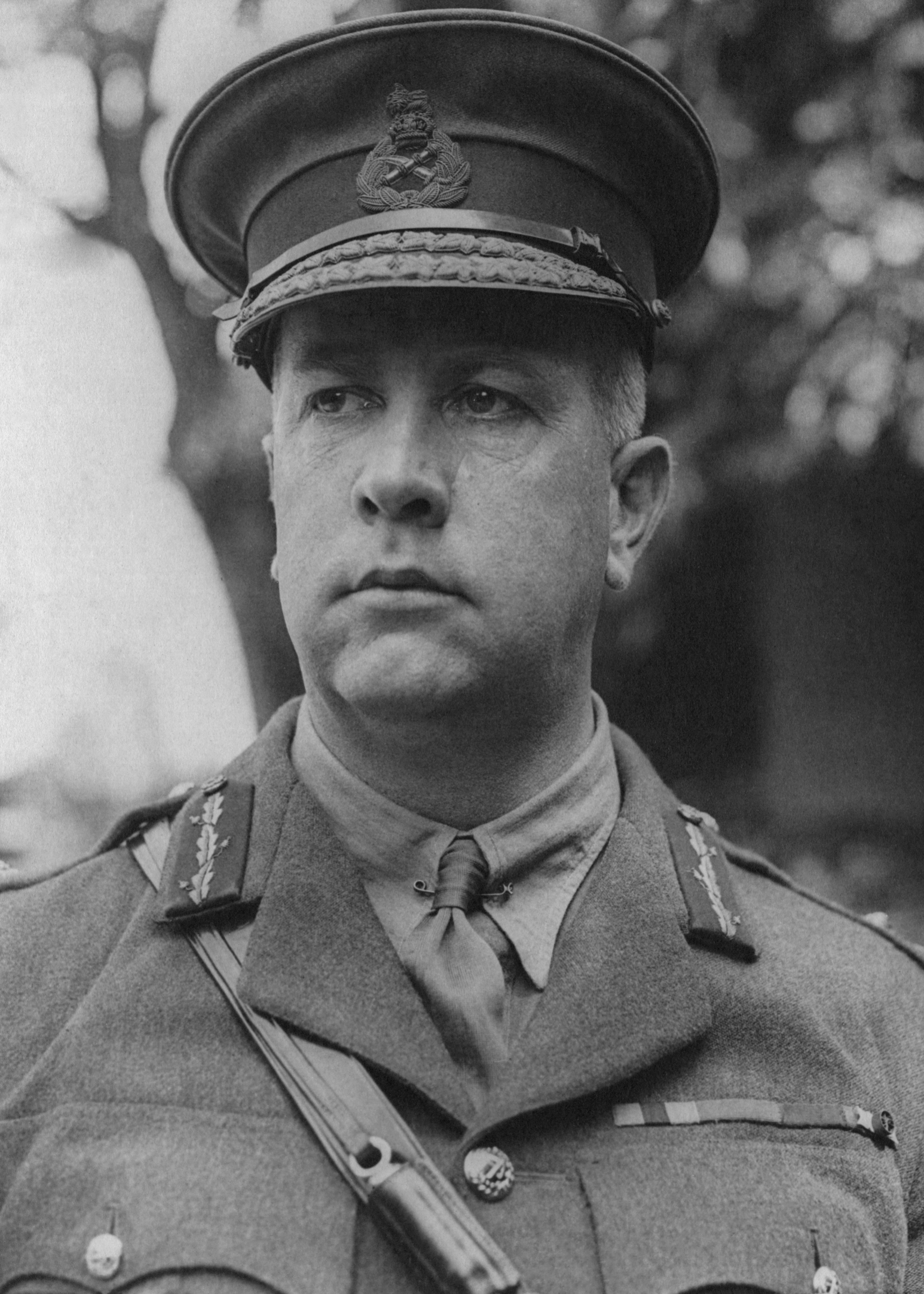
Le général Arthur Currie

- Arthur Currie, premier commandant national du Corps expéditionnaire canadien au cours de la Première Guerre mondiale